# Григорешты (Молдова)
Григорешты (рум. Grigorești, Григорешть) — село в Сынжерейском районе Молдавии. Наряду с сёлами Александрены, Старый Хечул, Циплешты и Циплетешты входит в состав коммуны Александрены.

## География
Село расположено на высоте 89 метров над уровнем моря.

## Население
По данным переписи населения 2004 года, в селе Григорешть проживает 1278 человек (631 мужчина, 647 женщин).
Этнический состав села:
| Национальность | Число жителей | Процентный состав |
| -------------- | ------------- | ----------------- |
| молдаване      | 1202          | 94,05             |
| украинцы       | 55            | 4,3               |
| русские        | 19            | 1,49              |
| прочие         | 2             | 0,16              |
| Всего          | 1278          | 100 %             |